# Mozilla Add-ons

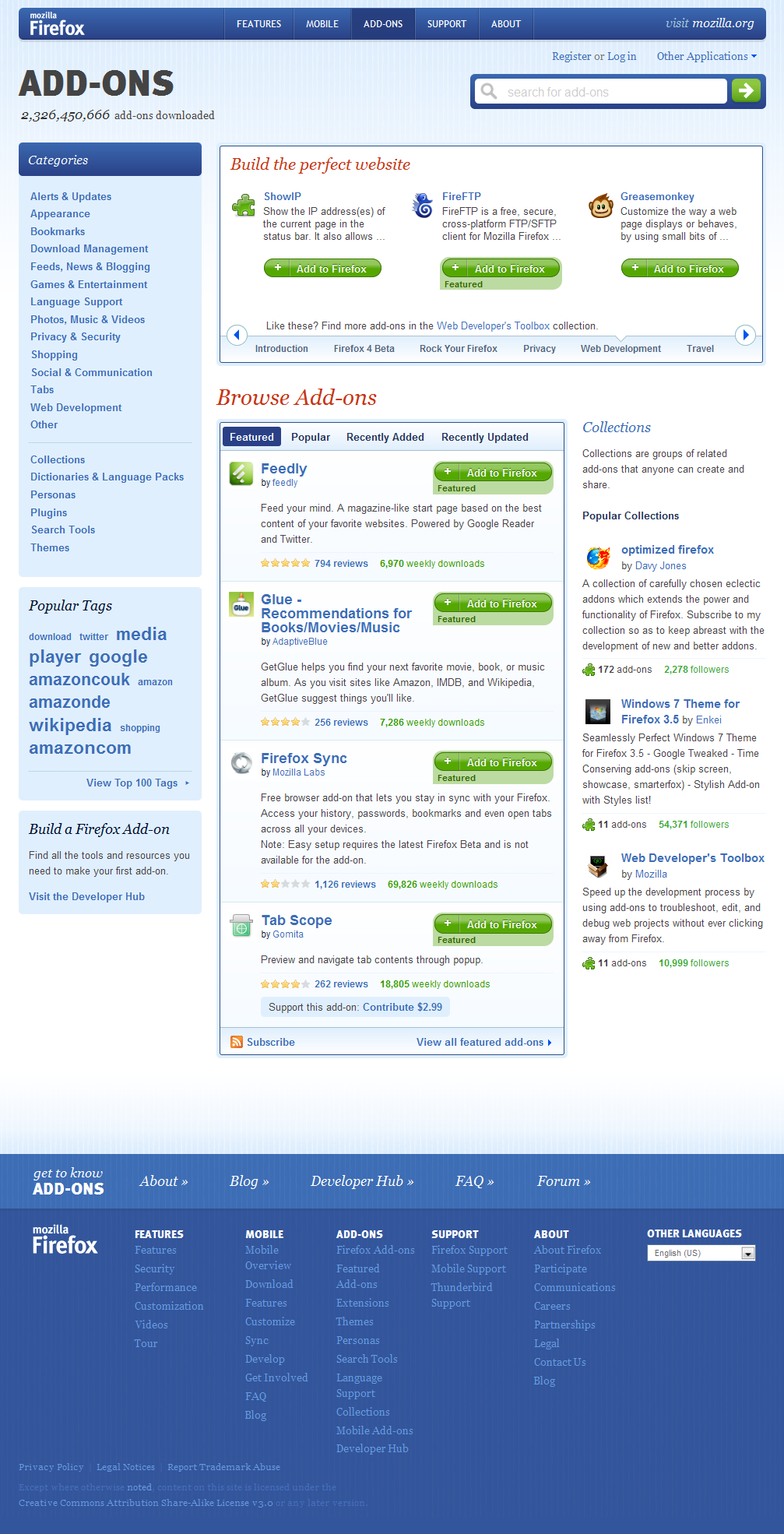
Snímek obrazovky webu

Doplňky Mozilly (v angličtině Mozilla Add-ons) je webový server, který nabízí doplňky pro produkty Mozilla Corporation a hostující projekty Mozilla Foundation. Pro server se vžily zkratky AMO, a.m.o či starší UMO. Jedná se o server, který je primárně určen pro koncové uživatele. Server nabízí rozšíření, motivy vzhledu, slovníky na kontrolu pravopisu a vyhledávací moduly pro Mozilla Firefox (včetně verze pro Android), Mozilla Thunderbird a balík SeaMonkey.
23. března 2007 byla spuštěna nová verze serveru, která byla vyvíjena pod kódovým označením Remora. Mezi její hlavní novinky patří možnost lokalizace obsahu, lepší správu doplňků či vylepšené diskuse.